# Josh Charles
Joshua Aaron „Josh” Charles (ur. 15 września 1971 w Baltimore) – amerykański aktor sceniczny, telewizyjny i filmowy.

## Życiorys
Urodził się w Baltimore w stanie Maryland jako syn Laury (z domu Heckscher), dziennikarki magazynu The Baltimore Sun, i Allana Charlesa, wykonawcy reklamy. Miał brata Jeffa. Jego ojciec był pochodzenia żydowskiego, a jego rodzina miała też korzenie niemieckie, angielskie i szkockie. W wieku 9 lat rozpoczął występy przed publicznością w formie stand-up. Jako nastolatek spędził kilka lat w nowojorskim Stagedoor Manor – Performing Arts Center. Uczęszczał do średniej szkoły artystycznej Baltimore School for the Arts z Tupakiem Shakurem i Jadą Pinkett Smith.
Na dużym ekranie zadebiutował w musicalu Johna Watersa Lakier do włosów (Hairspray, 1988). Następnie wystąpił przy boku Robina Williamsa i Ethana Hawke’a w dramacie Stowarzyszenie Umarłych Poetów (Dead Poets Society, 1989) w reżyserii Petera Weira. Potem pojawił się jako Bryan w komedii Stephena Hereka Nie mów mamie, że niania nie żyje (Don't Tell Mom the Babysitter's Dead, 1991) oraz wcielił się w postać Eddiego, homoseksualnego intelektualisty, w komediodramacie Andrew Fleminga Ich troje (Threesome, 1994).
W latach 1998–2000 występował w głównej roli w serialu telewizyjnym Redakcja sportowa (Sports Night). W 2004 roku wystąpił na scenie Off-Broadwayu jako Rich w spektaklu Odległość stąd dotąd (The Distance From Here).
Spotykał się z Jennifer Connelly. 6 września 2013 poślubił Sophie Flack, z którą ma dziecko (ur. 9 grudnia 2014).

## Filmografia

### Filmy fabularne
- 1988: Lakier do włosów (Hairspray) jako Iggy
- 1989: Stowarzyszenie Umarłych Poetów (Dead Poets Society) jako Knox Overstreet
- 1990: Morderstwo w Mississippi (Murder in Mississippi) jako Andrew Goodman
- 1991: Nie mów mamie, że niania nie żyje (Don't Tell Mom the Babysitter's Dead) jako Bryan
- 1992: Przekroczyć granice (Crossing the Bridge) jako Mort Golden
- 1993: Cooperstown jako Jody
- 1994: Ich troje (Threesome) jako Eddy
- 1995: Zimnokrwisty (Coldblooded) jako Randy
- 1995: Rzeczy, które robisz w Denver będąc martwym (Things to Do in Denver When You're Dead) jako Bruce
- 1996: Norma Jean & Marilyn jako Eddie Jordan
- 1996: Seks, miłość i korki uliczne (Pie in the Sky) jako Charlie Dunlap
- 1996: Na granicy światów (Crossworlds) jako Joe Talbot
- 1996: Grób (The Grave) jako Tyn
- 1997: Mały świat (Little City) jako Adam
- 1997: Przestępczy świat (The Underworld) jako Ehrlich
- 1997: Cyclops, Baby jako Brush Brody
- 1999: Muppety z kosmosu (Muppets from Space) jako agent Barker
- 2000: Poznaj tatusia (Meeting Daddy) – jako Peter Silverblatt
- 2001: Zog's Place (dokumentalny) w roli samego siebie
- 2002: My Father's House (tylko w wersji DVD) jako trener
- 2002: Ich Ameryka (Our America) jako Dave Isay
- 2003: S.W.A.T. Jednostka Specjalna (S.W.A.T.) jako T J McCabe
- 2004: Seeing Other People jako Lou
- 2005: Czterej bracia (Four Brothers) jako detektyw Fowler
- 2006: Nagrody Darwina (The Darwin Awards) – jako Sanitariusz
- 2007: The Ex jako Forrest Mead
- 2009: After.Life (After.Life) jako Tom Peterson
- 2009: Brief Interviews with Hideous Men jako obiekt badania nr 2.
- 2010: Weakness jako Bart

### Seriale TV
- 1998-2000: Redakcja sportowa (Sports Night) jako Dan Rydell
- 2005: Stella – odc. „Meeting Girls” – jako Jeremy
- 2007: Sześć stopni oddalenia (Six Degrees) jako Ray Jones
- 2008: Prawo i porządek, odc. „Confession” (Law & Order: SVU) jako Sean Kelley
- 2008: In Treatment jako Jake
- 2009-2015: Żona idealna (The Good Wife) jako prawnik Will Gardner